# Boca do Inferno (Cascais)

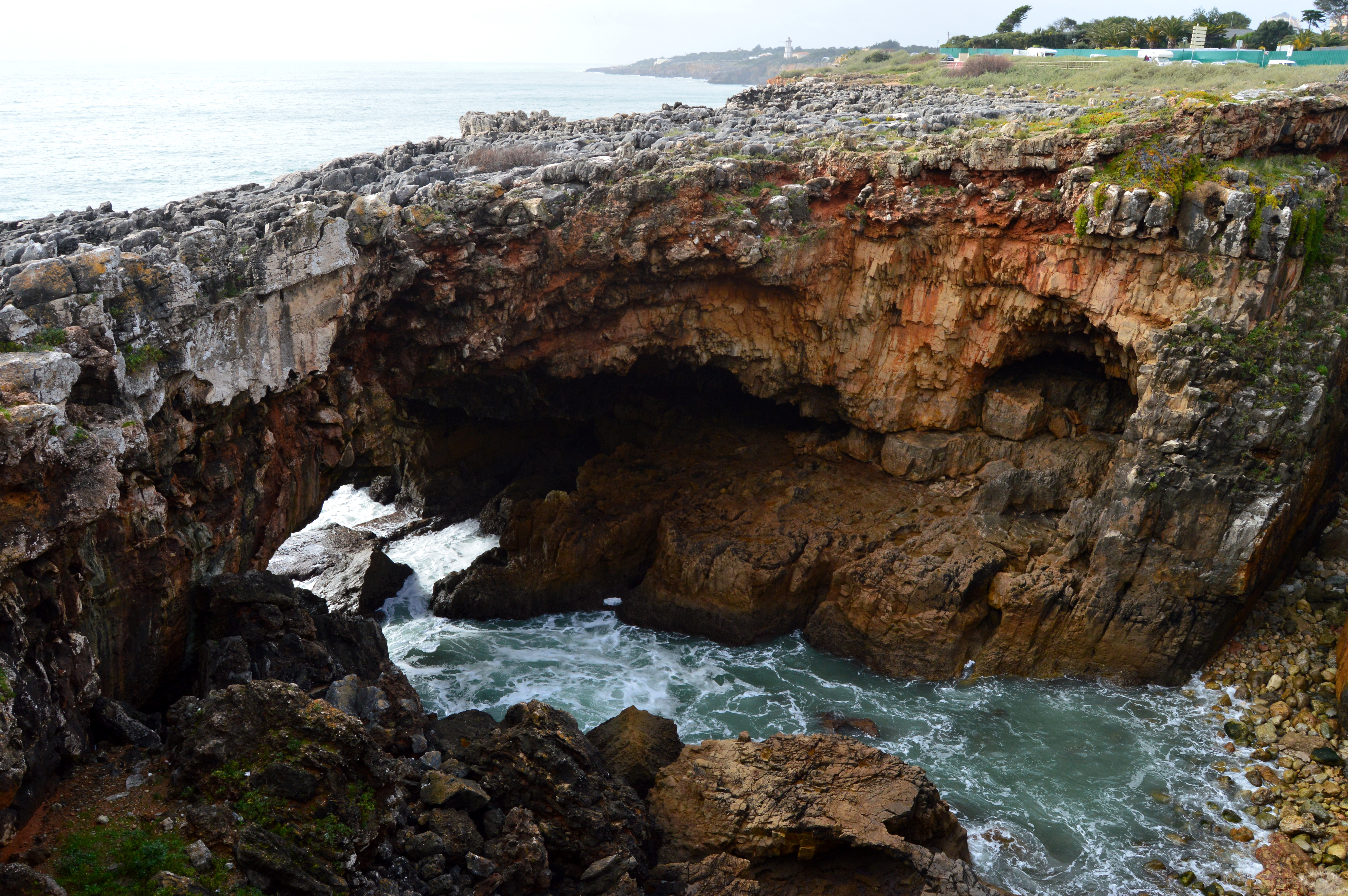
A Boca do Inferno em Cascais.

A Boca do Inferno localiza-se na Costa da Guia, a Oeste da vila de Cascais, em Portugal.
O nome "Boca do Inferno" atribuído a este local deve-se à analogia morfológica e ao tremendo e assustador impacto das vagas que aí se fazem sentir.
A característica que compõe a rocha na falésia é de natureza carbonatada. A erosão exercida pela ação das águas das chuvas que, contendo dióxido de carbono dissolvido, provocam a dissolução do carbonato. Através deste processo formam-se cavidades e grutas no interior dos calcários.
É bem possível que o local tenha sido uma antiga gruta. Com o abatimento das camadas superiores a gruta terá sido destruída, restando uma enorme cavidade a céu aberto.
Com características únicas, é local de lazer, onde se pode desfrutar de uma paisagem divina e magníficos pôr-do-sol, sendo apenas ensombrada por não raros suicídios cometidos na sua perigosa e desprotegida falésia.
Actualmente, o mar com embates violentos e impiedosos, eleva-se numa espuma branca e mortífera por dezenas de metros, continuando a desgastar a milenar rocha, aumentando desta forma a espectacularidade e a dimensão da Boca do Inferno.
Em 1896, um filme feito pelo inglês Henry Short já mostrava a incansável força do mar a bater contra as rochas no local.
Ficou muito conhecida por ser cenário do falso suicídio de Aleister Crowley e por onde saía a cavalo o 1.º Barão de Água-Izé quando visitava o Reino de Portugal da sua Ilha de São Tomé.